# Otonycteris leucophaea
Otonycteris leucophaea — вид кажанів, поширених в Азії. Хоча вперше він був описаний у 1873 році як вид, протягом багатьох років він вважався синонімом пустельного довговухого кажана Otonycteris hemprichii. Нещодавно його знову визнали окремим видом.

## Таксономія
Його описав російський дослідник і натураліст Микола Олексійович Северцов в 1873 році, який назвав його Plecotus leucophaea. У 1925 році його назву було змінено на Otonycteris leucophaea. З моменту його початкового опису його таксономічний статус кілька разів змінювався. Лише нещодавно його знову переглянули на видовий рівень у статті, опублікованій у 2010 році. Автори статті дійшли висновку, що рід Otonycteris, який раніше розглядався як монотипний, насправді складається з двох видів: Otonycteris hemprichii і Otonycteris leucophaea. Такий висновок вони зробили на основі морфологічних і генетичних відмінностей між двома популяціями. Виходячи з їх рекласифікації, пустельний довговухий кажан зустрічається в Північній Африці та на Близькому Сході, тоді як туркестанський довговухий кажан зустрічається в Центральній Азії. Автори статті 2010 року заявили, що серед туркестанського довговухого кажана існує велика кількість варіацій, які вони віднесли до трьох умовних підвидів без назви.

## Опис
Представники роду Otonycteris є найбільшими вечірніми кажанами у своєму географічному ареалі. Він має великий череп із міцними зубами. Довжина його передпліччя 56,8–65,5 мм. Відрізняється від Otonycteris hemprichii меншими слуховими буллами, довшою мордою та менш вигнутою бакулою. Від морди до хвоста особини мають довжину 119-130 мм. Його вуха 29,8-31,5 мм.

## Екологія й середовище проживання
Добуває їжу, підбираючи членистоногих із землі. До здобичі належать скорпіони, павуки, жуки, таргани та терміти, коники, цвіркуни, катідиди та верблюжі павуки. Наразі це було задокументовано в кількох країнах Азії, включаючи Афганістан, Іран, Казахстан, Киргизстан, Пакистан, Таджикистан, Туркменістан і Узбекистан. Зустрічається на висоті 300–1500 м над рівнем моря. Переважним місцем проживання є сухі степи і пустелі.